# Viktor Jantzen

Viktor Jantzen

Viktor Jantzen (* 17. Oktober 1875 in Hamburg; † 18. Mai 1956 in Düsseldorf) war ein deutscher Politiker (SPD).

## Leben
Viktor Jantzen war ein Sohn eines Lehrers und besuchte von 1882 bis 1891 eine Volksschule in Hamburg. Anschließend erlernte er bis 1894 das Zimmermannshandwerk in Lokstedt.
Es folgten bis 1903 Wanderjahre in deutschen und ausländischen Großstädten als Zimmerergeselle tätig. Von 1898 bis 1903 war er Vorsitzender der Agitationskommission des Zimmererverbands für die Rheinprovinzen. 1902 war er Vorsitzender der SP-Wahlkreisorganisation in Düsseldorf.
Ab Mai 1903 übernahm er bis zur Auflösung des Verbandes 1933 eine Stellung als angestellter Gauleiter beim Zimmererverband für Rheinland und Westfalen in Düsseldorf. Außerdem war er von 1902 bis 1908 Mitglied der Presskommission in Düsseldorf und ab 1914 Mitglied der gewerkschaftlichen Agitationskommission für die Rheinprovinzen und des Beirates des Sozialdemokratischen Pressebureaus für Rheinland-Westfalen. Ab 1919 war er Mitglied der Landeskommission der Freien Gewerkschaften für Rheinland und Westfalen und Vorsitzender des ADGB-Ortsausschuss in Düsseldorf.
Im Januar 1919 wurde Jantzen für die Sozialdemokratische Partei Deutschlands (SPD) in die Weimarer Nationalversammlung gewählt, in der er den Wahlkreis 22 (Regierungsbezirk 1 Düsseldorf) vertrat, und der er bis zum Zusammentritt des ersten Reichstages der Weimarer Republik im Juli 1920 angehörte.
Nach 1945 war er politisch nicht mehr aktiv und lebte als Rentner erst in Neuss. Ab November 1946 lebte er dann in Düsseldorf.